# Lanciafiamme Mod. 41 d'assalto
Il Lanciafiamme Mod. 41 d'assalto fu un lanciafiamme impiegato dal Regio Esercito durante la seconda guerra mondiale. Il Regio Esercito era entrato in guerra con il lanciafiamme spalleggiato Mod. 35 ed i suoi derivati Mod. 40 e Mod. 41, destinati al genio ed alla fanteria. A questi nel 1941 si aggiunse il Mod. 41 d'assalto, un lanciafiamme estremamente leggero e compatto per equipaggiare i paracadutisti ed i guastatori. Esso rimane in servizio anche dopo la guerra, in dotazione agli incursori, fino agli anni novanta. II lanciafiamme visto l'elevata efficacia doveva essere prodotto e procurato ai paracadutisti con circa 4000 mila modelli in costruzione.

## Tecnica

Un flammiere con tuta amiantata e Lanciafiamme Mod. 41 d'assalto a tracoll'arm.

L'arma Mod. 41 è composta essenzialmente da quattro elementi: il serbatoio, la "cartoccia", il sistema di accensione elettrico e quello di riserva.
Il serbatoio è costituito da un cilindro contenente il liquido infiammabile (costituito da 9 parti di gasolio o altro olio minerale ed 1 parte di benzina) ed il gas inerte di propulsione (azoto). L'estremità anteriore, costituita da una calotta, porta l'attacco per la "cartoccia" ed il bocchettone di caricamento del liquido. All'estremità posteriore è posizionato il magnete ad alta tensione attivato da una turbinetta. Sotto al corpo del cilindro è sistemata l'impugnatura a pistola con il grilletto e, davanti a questa, un maniglione.
La "cartoccia" è una flangia, regolabile in posizione, dalla quale fuoriesce il getto. Su di essa è posta la candela di accensione, il porta-"bengalotto" ed il mirino.
Il sistema d'accensione principale è costituito dalla turbinetta che al momento del lancio, attivata dal flusso del liquido sotto pressione, alimenta, tramite un cavo elettrico, la candela della "cartoccia", che a sua volta incendia il getto.
Il sistema di accensione di riserva è costituito dal "bengalotto", ovvero un ordigno pirotecnico a combustione lenta che va acceso per sfregamento in vista dell'utilizzo dell'arma e posizionato nell'apposito supporto sulla "cartoccia"; bruciando per 2 minuti, al momento del passaggio del getto di liquido infiammabile, comandato dal grilletto, esso incendia il getto.
Il lanciafiamme veniva impugnato come un fucile, con la mano forte sull'impugnatura e quella debole sul maniglione, appoggiando la parte posteriore del serbatoio alla spalla (a mo' di calcio) oppure sotto all'ascella.